# Sempol (Pagak)
Sempol is een bestuurslaag in het regentschap Malang van de provincie Oost-Java, Indonesië. Sempol telt 5475 inwoners (volkstelling 2010).